# Oh My God (песня Адели)
«Oh My God»  — песня британской певицы Адели. Выходит 29 ноября 2021 года на лейбле Columbia в качестве второго сингла с четвёртого студийного альбома певицы 30. Песню написали в соавторстве сама Адель и продюсер Грег Кёрстин.
«Oh My God» вошла в десятку лучших песен в Австралии, Ирландии, Канаде, Литве, Нидерландах, Новой Зеландии, Норвегии, Швеции, Великобритании и США.

## История
Анонсированная 1 ноября 2021 года как часть трек-листа, песня появилась как пятый трек в альбоме 30. О песне и её значении певица рассказала, что это было «примерно первый раз, когда я практически покинула свой дом после того, как моё беспокойство и все такое начало утихать». Она объяснила, что после размолвки боялась ходить на встречи в Лос-Анджелесе. Говоря об одном из первых случаев, когда она флиртовала после развода с бывшим мужем Саймоном Конецки, она вспоминала, как сказала: «Вы не возражаете? Я замужем». И мои друзья сказали: «А ты нет?». И я подумала: «О, чёрт возьми. Хорошо, боже мой» (…OK, oh my God).
После выпуска альбома песня была выбрана «Песней недели» изданием Consequence. Журналисты Мэри Сироки и Гленн Роули охарактеризовали песню как «освежающую», в то время как лирически она «заменяет откровенную грусть внутренним конфликтом». Дэвид Коббальд из The Line of Best Fit, однако, счёл включение песни в альбом «сомнительным».

## Композиция
В отличие от других треков на 30, песня включает больше R&B-звучания. В нём рассматривается конфликт на тему «её желания хоть раз повеселиться», хотя, похоже, у неё ранее почти не было возможности сделать это. В песне исследуется тема желания «показать себя» и связанные с этим трудности, чтобы быть суперзвездой. Агнес Эриксон из TheList.com посвятила свою статью значению песни. Для неё это «удивительно оптимистичная песня о том, как она впервые окунула пальцы ног в романтический бассейн» после развода, текст демонстрирует готовность снова начать встречаться после эпизода тревоги, который оставил её «полностью парализованной».
4 декабря 2021 года сингл дебютировал на 5-м месте в Hot 100.

## Музыкальное видео
Официальное музыкальное видео вышло 12 января 2022 года в 20:00.

## Чарты

### Недельные чарты
| Чарт (2021)                             | Высшая позиция |
| --------------------------------------- | -------------- |
| Австралия (ARIA)                        | 6              |
| Бельгия/Фландрия (Ultratop 50)          | 47             |
| Канада (Billboard Canadian Hot 100)     | 8              |
| Канада (Billboard CHR/Top 40)           | 29             |
| Канада (Billboard Hot AC)               | 33             |
| Чехия (Singles Digitál Top 100)         | 28             |
| Финляндия (Suomen virallinen lista)     | 6              |
| Германия (GfK) ·                        | 24             |
| Мир (Billboard Global 200)              | 3              |
| Ирландия (IRMA)                         | 3              |
| Италия (FIMI)                           | 62             |
| Литва (AGATA)                           | 3              |
| Нидерланды (Single Top 100)             | 6              |
| Новая Зеландия (Recorded Music NZ)      | 4              |
| Норвегия (VG-lista)                     | 6              |
| Польша (Polish Airplay Top 100)         | 31             |
| Португалия (AFP)                        | 10             |
| Швеция (Sverigetopplistan)              | 2              |
| Швейцария (Schweizer Hitparade)         | 7              |
| Великобритания (OCC UK Singles)         | 2              |
| США (Billboard Hot 100)                 | 5              |
| США (Billboard Adult Alternative Songs) | 14             |
| США (Billboard Adult Contemporary)      | 15             |
| США (Billboard Adult Pop Airplay)       | 11             |
| США (Billboard Pop Airplay)             | 16             |

## Сертификации
| Регион                                                                      | Сертификация  | Продажи   |
| --------------------------------------------------------------------------- | ------------- | --------- |
| Австралия (ARIA)                                                            | Платиновый    | 70 000    |
| Бразилия (ABPD)                                                             | 3× Платиновый | 120 000   |
| Франция (SNEP)                                                              | Золотой       | 100 000   |
| Италия (FIMI)                                                               | Золотой       | 50 000    |
| Новая Зеландия (RMNZ)                                                       | Золотой       | 15 000    |
| Польша (ZPAV)                                                               | Золотой       | 25 000    |
| Португалия (AFP)                                                            | Золотой       | 5000      |
| Швейцария (IFPI Switzerland)                                                | Золотой       | 10 000    |
| Великобритания (BPI)                                                        | Золотой       | 400 000   |
| США (RIAA)                                                                  | Платиновый    | 1 000 000 |
| Данные о продажах + прослушиваниях приведены только на основе сертификации. |               |           |

## История выхода
| Регион | Дата           | Формат                   | Лейбл    | Ссылка |
| ------ | -------------- | ------------------------ | -------- | ------ |
| США    | 29 ноября 2021 | Adult contemporary radio | Columbia | [ 3 ]  |
| США    | 30 ноября 2021 | Contemporary hit radio   | Columbia | [ 49 ] |